# Omuljovka
Omuljovka (rusky Омулёвка) je řeka v Magadanské oblasti a v Jakutské republice v Rusku. Je dlouhá 410 km. Povodí řeky je 13 500 km².

## Průběh toku
Pramení ve východních výběžcích Čerského hřbetu a obtéká z jihu hřbety Ulachan-Čistaj a Momského, Na dolním toku protéká přes Kolymskou nížinu. Ústí zleva do řeky Jasačnaja (povodí Kolymy).

## Vodní režim
Zdrojem vody jsou sněhové a dešťové srážky.